# さくら学院 2010年度 〜message〜
『さくら学院 2010年度 〜message〜』（さくらがくいん にせんじゅうねんど メッセージ）は、さくら学院の1stアルバム。2011年3月23日に発売予定だったが、東日本大震災のため延期され、2011年4月27日にトイズファクトリーから発売された。

## 概要
初回限定「さ」・「く」・「ら」盤、通常盤の4形態での発売。初回限定「さ」・「く」・「ら」盤はCD+DVD、通常盤はCDのみの商品構成。

## 収録曲
CD（通常盤）
1. FLY AWAY
作詞：森由里子、作曲・編曲：Ryo
2. Hello ! IVY
作詞：としおちゃん、作曲・編曲：坂部剛
3. チャイム
作詞：紫緒、作曲・編曲：岡ナオキ
4. ハッピーバースデー / クッキング部 ミニパティ
作詞：ジェノワーズ、作曲・編曲：のりぞー
5. プリンセス☆アラモード / クッキング部 ミニパティ
作詞：ジェノワーズ、作曲：のりぞー、編曲：MATSUMOTO TAKAHIRO
6. Brand New Day / 新聞部 SCOOPERS
作詞：むかご、作曲：のりぞー、編曲：MATSUMOTO TAKAHIRO
7. Dear Mr.Socrates / バトン部 Twinklestars
作詞・作曲・編曲：沖井礼二
8. めだかの兄妹 / 帰宅部 sleepiece
作詞：荒木とよひさ、作曲：三木たかし、編曲：LIT-HUM
9. ド・キ・ド・キ☆モーニング / 重音部 BABYMETAL
作詞：NAKAMETAL、作曲：のりぞー・村カワ基成、編曲：SOH・村カワ基成
10. 夢に向かって
作詞：森由里子、作曲・編曲：Ryo
11. message
作詞：としおちゃん、作曲・編曲：坂部剛

CD（さ・く・ら盤）
1. FLY AWAY
2. Hello ! IVY
3. チャイム
4. ハッピーバースデー / クッキング部 ミニパティ
5. めだかの兄妹 / 帰宅部 sleepiece
6. Dear Mr.Socrates / バトン部 Twinklestars
7. Brand New Day / 新聞部 SCOOPERS
8. ド・キ・ド・キ☆モーニング / 重音部 BABYMETAL
9. 夢に向かって
10. message

DVD：『サプライズ!期末テストは突然に。』（さ盤）
- 「夢に向かって」Music Clip
- 1時間目「さくら学院抜き打ち学年末テスト」
- クッキング部 ミニパティ コーナー
- 特典映像

DVD：『組対抗!戦いはお手柔らかに。』（く盤）
- 「Hello ! IVY」Music Clip
- 2時間目「さくら学院真剣勝負!!」
- バトン部 Twinklestars コーナー
- 特典映像

DVD：『ラブ＆ピース!出会いの季節はすぐそこに。』（ら盤）
- 「message」Music Clip
- 3時間目「さくら学院休み時間 〜転入生が!? 〜」
- 重音部 BABYMETAL×新聞部 SCOOPERS コーナー
- 特典映像

## 封入内容
さ盤
- 「さくら学院抜き打ち学年末テスト」問題用紙封入

さ・く・ら盤
- 部活カード（バトン部、重音部、クッキング部、帰宅部、新聞部）＋さくら学院カードの全6種から1種封入

通常盤
- 初回生産分のみ新聞部監修『さくら学院新聞』封入